# 角倉英里子
角倉 英里子（かどくら えりこ、5月9日 - ）は、日本の女性声優。埼玉県出身。青二プロダクション所属。

## 略歴
映像テクノアカデミアの学校説明会に行った時に、一緒に実力判定カウンセリングを受けることができることとステップ3から通えるという結果であったことを理由に入所を決めた。卒業後、2019年に青二プロダクション所属となった。

## 人物
趣味としてジグソーパズル、カラオケ、サッカー、散歩をそれぞれ挙げている。特技として上段足刀蹴り、テニスをそれぞれ挙げている。全日本剛柔流空手初段を持つ。
誕生花はシロツメクサであるという。
映像テクノアカデミアからの同期に根本京里、青二プロダクションの同期に八木沼凌がいる。

## 出演
太字はメインキャラクター。

### テレビアニメ
2019年
- ゲゲゲの鬼太郎（第6作）（女、編集者）

2020年
- ちびまる子ちゃん（2020年 - 2025年、男の子、散歩の人、お姉ちゃんの担任の先生、小森さん、ダイアナ 他）
- 映像研には手を出すな!（生徒、女子、店員、イベント参加者）
- ONE PIECE（2020年 - 2025年、女性達、町娘、女の子、芸者、エマ 他）
- もっと!まじめにふまじめ かいけつゾロリ（2020年 - 2021年、クレーマーB、女性A、園児C） - 2シリーズ
- デジモンアドベンチャー:（2020年 - 2021年、女性、ソウルモン、ハンギョモン、難民デジモン、ファンビーモン）
- トニカクカワイイ（2020年 - 2023年、親、仲居） - 2シリーズ
- 進撃の巨人（2020年 - 2021年、看護師、子供たち）

2021年
- ドラえもん（テレビ朝日版第2期）（アナウンス、女子、子猫①、お菊さん）
- ワールドトリガー（染井母）
- D_CIDE TRAUMEREI THE ANIMATION（龍平の母親、友達、姉、通行人、生徒 他）
- 僕のヒーローアカデミア（志村転弧の祖母）
- さんかく窓の外側は夜（女性店員、教師、店員）
- デジモンゴーストゲーム（2021年 - 2023年、チューモン、健太母、女子、インフルエンサー、人々）
- ビルディバイド -＃000000-（デモ隊）
- テスラノート（看護師）
- サクガン（フィデリオ〈幼少期〉）

2022年
- ダンス・ダンス・ダンスール（女子生徒B）
- ラブオールプレー（担任）
- シュート!Goal to the Future（子供）
- シルバニアファミリー シリーズ（2022年 - 2023年、メリンダ・ケーキブレッド、クララ、ポーリーン・ハスキー） - 2シリーズ
- 恋愛フロップス（発情子犬）

2023年
- 僕とロボコ（我知ルリ、通行人女子、睦野三郎、コハク、猫 他）
- クレヨンしんちゃん（女の子）
- ゾン100〜ゾンビになるまでにしたい100のこと〜（アケミ）
- Lv1魔王とワンルーム勇者（主婦B、トゥッティ）
- 贄姫と獣の王（市民A）
- 逃走中 グレートミッション（2023年 - 2025年、吸血美女、クララ、ヒロトの母）
- 婚約破棄された令嬢を拾った俺が、イケナイことを教え込む（子供）
- 新しい上司はど天然（女将）

2024年
- キングダム（離眼の老婆、女の人）
- バーテンダー 神のグラス（女子社員2）
- 喧嘩独学（おへそ女）
- キン肉マン 完璧超人始祖編（2024年 - 2025年、中野公子） - 2シリーズ
- 夏目友人帳 漆（少年、女性）
- 魔王2099（通行人A）
- アサティール2 未来の昔ばなし（市民、ヤザン、市場の客、ユーニスの弟、四女 他）
- ダンダダン（クラスメイトC）

2025年
- いずれ最強の錬金術師?（レーヴァ弟）
- メダリスト（救護スタッフ、子供）
- 忍たま乱太郎（町の人）
- ニャイト・オブ・ザ・リビングキャット（女性）
- ネクロノミ子のコズミックホラーショウ

### 劇場アニメ
- 劇場版ポケットモンスター ココ（2020年）
- 劇場版 美少女戦士セーラームーンEternal 後編（2021年、生徒）
- おそ松さん〜ヒピポ族と輝く果実〜（2022年、少女ヒピポ）
- ONE PIECE FILM RED（2022年）
- 金の国 水の国（2023年）
- おそ松さん〜魂のたこ焼きパーティーと伝説のお泊り会〜（2023年、女性A）
- 鬼太郎誕生 ゲゲゲの謎 （2023年）
- きみの色（2024年、女子生徒達）

### Webアニメ
- 日本沈没2020（2020年、ロボット犬）
- TIGER & BUNNY 2（2022年、子供、市民）
- 賭ケグルイ双（2022年、生徒たち）
- 悪魔くん（2023年、出邑の秘書）
- カイリューとゆうびんやさん（2025年）

### ゲーム
2020年
- SHOW BY ROCK!! Fes A Live（店員、メカ受付、アナウンサー 他）
- OVERHIT（ヌワ）

2021年
- けものフレンズ3（人面魚）
- D_CIDE TRAUMEREI
- 終遠のヴィルシュ -ErroR:salvation-
- カウンターサイド（スティンガー対空歩兵、フレドレック・ユマ）
- ポケモンマスターズEX
- テイルズ オブ ルミナリア（2021年 - 2022年、パンカー、バスチアン・フォルジュ〈幼少期〉）

2022年
- ワールドフリッパー（リンカリーナ）
- テイルズウィーバー：SecondRun（ロウィナ、ビエタ）

2023年
- ONE PIECE ODYSSEY
- 終遠のヴィルシュ -EpiC:lycoris-
- 帰ってきた 名探偵ピカチュウ（クラウディア・デニス）

2024年
- ORE'N（魔人ボウロ）
- フロンティアハンター　～エルザの運命の輪～（シアラ・ヤン）

### 吹き替え

#### 映画
- キスから始まるものがたり2
- ゲームオーバー!
- トムとジェリー（通る男子[25]）
- ファンタスティック・ビーストとダンブルドアの秘密[26]
- マッドマックス:フュリオサ[27]

#### ドラマ
- ボクたちベスト探偵団 シーズン2（セイディ〈アンバーリー・カル〉、ラモーナ〈リリー・ホール〉、デイナ〈ジュリア・グレイス〉）
- ミスター・メルセデス シーズン3（少年）

### ラジオドラマ
- 青山二丁目劇場
  - ごち（江森静江[28]）
  - 女神の順番（加藤[29]）

### ナレーション
- かまいガチ（テレビ朝日：2022年4月）※マンスリーナレーション

### ボイスオーバー
- 7つの海を楽しもう!世界さまぁ〜リゾート（TBSテレビ）
- 直撃!シンソウ坂上（フジテレビ）

### その他コンテンツ
- Project:;COLD（2020年、岩永静[30]）
- 歴史ゴーストバスターズ2 ボイスドラマ（2021年、クラスメート[31]）
- ビターバレー擬人化三国戦記！道玄×宮益×千田の闘い ビジュアル付きボイスドラマ（2023年、ヴィジョン=ドゥ=オーロラ姫、化村文[32]）
- 空っぽ聖女として捨てられたはずが、嫁ぎ先の皇帝陛下に溺愛されています ボイスコミック（2024年、女性 他[33]）

### シリーズ一覧
1. ↑  第1シリーズ（2020年）、第2シリーズ（2021年）
2. ↑  第1期（2020年）、第2期（2023年）
3. ↑  『フレアのハッピーダイアリー』（2022年）、『フレアのゴー・フォー・ドリーム!』（2023年）
4. ↑  Season 1（2024年）、Season 2（2025年）

### 初出話一覧
1. 1 2  第1489話初出
2. ↑  第1229話初出
3. ↑  第1233話初出
4. ↑  第1428話初出
5. ↑  第1458話初出
6. 1 2  第94話初出
7. ↑  第23話初出
8. ↑  第69話初出
9. ↑  第2話初出
10. 1 2  第5話初出
11. 1 2 3  第7話初出
12. 1 2 3 4  第10話初出
13. 1 2  第6話初出
14. 1 2  第9話初出
15. ↑  第12話初出
16. 1 2  第4話初出
17. 1 2 3  第1話初出
18. ↑  第3話初出
19. ↑  第13話初出
20. ↑  33シリーズ 第34話初出
21. ↑  第8話初出